# Ali Hamann
Svend Erik Hamann (født 23. december 1933, død 6. april 2014) var en dansk hypnotisør. Hamann blev først uddannet som bagersvend, men blev senere hypnotisør, fordi en beundret onkel var det.
Under kunstnernavnet Ali Hamann optrådte han med sit første hypnoseshow i 1951. I 1980'erne blev han idømt 2½ års ubetinget fængsel for blufærdighedskrænkelse og voldtægt under hypnosebehandlinger af kvinder, der havde opsøgt ham i hans klinik på Sølystvej 73 i Silkeborg for at modtage behandling for seksuelle problemer. Karrieren blev genoptaget med et hypnoseshow under 24 timer efter løsladelsen.
Ali Hamann medvirker som sig selv i Lars von Triers metafilm Epidemic fra 1987 og i Triers Riget fra 1994.
Der blev i 1996 lavet et afsnit af tv-serien "Marathon" [sic], hvor et filmhold og Peter Øvig Knudsen som interviewer flytter ind hos Ali Hamann i 24 timer. 
Han afholdt sit sidste hypnoseshow i 2008 og sin sidste behandling af klienter i 2010.
Han er morfar til TV-vært, bagedyst-deltager og hypnotisør Tobias Hamann.